# Heinrich Peters (SS-Mitglied)
Heinrich Peters (* 22. August 1890 in Auenbüttel, Gemeinde Schmedeswurth, Kreis Süderdithmarschen; † 2. Juli 1957 in Friedrichskoog, Kreis Süderdithmarschen) war SS-Obersturmführer im KZ Ravensbrück.

## Leben
Heinrich Peters, von Beruf Landwirt, trat zum 1. Februar 1932 der NSDAP (Mitgliedsnummer 959.262) und 1933 der SS bei. Nach Einsätzen im KZ Sachsenhausen, im KZ Natzweiler und wahrscheinlich auch im KZ Arbeitsdorf wurde Peters im August 1942 in das KZ Ravensbrück versetzt. Dort fungierte er bis zum Februar 1945 als Kompanieführer des SS-Wachbataillons. Von Juli bis zum Herbst 1944 war Peters zudem zeitweise Schutzhaftlagerführer des Männerlagers im KZ Ravensbrück.
Nach dem Ende des Zweiten Weltkrieges musste sich Peters für seine im KZ Ravensbrück begangenen Taten vor einem britischen Militärgericht im ersten der sieben Ravensbrück-Prozesse verantworten. Am 3. Februar 1947 wurde Peters zu 15 Jahren Haft verurteilt und am 18. Mai 1955 wegen „guter Führung“ entlassen.
Heinrich Peters starb am 2. Juli 1957 in Friedrichskoog.